# باگزی
باگزی (به انگلیسی: Bugsy) یک فیلم سینمایی آمریکایی در سبک فیلم زندگی‌نامه‌ای و جنایی محصول سال ۱۹۹۱ که زندگی باگزی سیگل، اوباش آمریکایی و رابطه وی با ویرجینیا هیل را شرح می‌دهد. این اثر به کارگردانی بری لوینسون و با بازی وارن بیتی، آنت بنینگ، جو مانتگنا و بن کینگزلی است. همچنین موسیقی این فیلم ساخته آهنگساز ایتالیایی انیو موریکونه است.
باگزی در ده رشته از جمله بهترین فیلم، بهترین بازیگر نقش اول زن و مرد و بهترین موسیقی متن فیلم نامزد دریافت جایزه اسکار بود که از آن میان توانست دو اسکار بهترین طراحی صحنه و بهترین طراحی لباس را کسب کند. این فیلم همچنین برنده جایزه گلدن گلوب بهترین فیلم درام سال شد.

## داستان
بنجامین سیگل» (بیتی) ـ معروف به «باگزی» ـ از طرف دار و دسته‌های مافیایی مأمور باج‌گیری منطقهٔ کالیفرنیا می‌شود. «باگزی» در هالیوود رفته رفته به یکی از چهره‌های شاخص محافل سرگرمی ساز تبدیل می‌شود…